# Sterphus plagiatus
Sterphus plagiatus är en tvåvingeart som först beskrevs av Christian Rudolph Wilhelm Wiedemann 1830.  Sterphus plagiatus ingår i släktet Sterphus och familjen blomflugor. Inga underarter finns listade i Catalogue of Life.